# Bài hát của chúng ta
Bài hát của chúng ta (tiếng Anh: Our Song Vietnam) là một chương trình truyền hình thực tế về âm nhạc được phát sóng trên kênh VTV3 từ ngày 25 tháng 8 năm 2024. Đây là phiên bản Việt Nam của chương trình truyền hình cùng tên đến từ Trung Quốc do Dragon TV sản xuất, và là phiên bản quốc tế thứ hai của chương trình này (sau Tây Ban Nha).
Chương trình bao gồm các ca sĩ thuộc hai thế hệ cũ và mới cùng trình diễn với nhau, làm mới những ca khúc tên tuổi, tạo nên những màn biểu diễn chất lượng cho khán giả.

## Định dạng
Giống như phiên bản gốc tại Trung Quốc, Bài hát của chúng ta quy tụ các ca sĩ gạo cội, có nhiều năm hoạt động nghệ thuật (được gọi chung là "thế hệ truyền lửa") và các ca sĩ trẻ đương thời (được gọi là "thế hệ kế thừa", "thế hệ tiếp nối"). Thông qua hình thức nghe giọng hát của đối phương, các nghệ sĩ ghép cặp và cùng nhau cải biên các ca khúc kinh điển theo phong cách hiện đại, mới mẻ hơn để trình diễn trên sân khấu. Sau các vòng trình diễn, ba cặp nghệ sĩ nhận được nhiều bình chọn nhất từ khán giả sẽ bước vào đêm gala chung kết để tìm ra "cặp đôi vàng". Nhà sản xuất cho biết cuộc thi nhấn mạnh vào yếu tố chất giọng, kỳ vọng "tạo nên những màn song ca bùng nổ".

## Sản xuất

### Lịch sử
Vào tháng 5 năm 2024, nhóm dự án thư viện định dạng chương trình iFORMATS đến từ Trung tâm Chương trình Internet của Đài Phát thanh và Truyền hình Thượng Hải (Dragon TV) đã công bố ký hợp đồng sản xuất với công ty Đông Tây Promotion để thực hiện chương trình Bài hát của chúng ta (Our Song) tại Việt Nam. Theo truyền thông Trung Quốc, Việt Nam là quốc gia thứ hai mua bản quyền sản xuất chương trình này, sau Tây Ban Nha vào năm 2022. Ngoài việc bám sát những yếu tố kinh điển của định dạng gốc, phiên bản Việt Nam cũng được hứa hẹn sẽ kết hợp với những tinh hoa văn hóa nội địa để đáp ứng nhu cầu thẩm mỹ của khán giả. Chương trình bắt đầu được ghi hình từ cuối tháng 6.
Vào ngày 5 tháng 8 năm 2024, Trấn Thành được công bố là người dẫn chương trình chính thức của chương trình. Anh sẽ giữ vai trò là người kể chuyện, người kết nối các thế hệ và là người tạo nên chất xúc tác cho những màn trình diễn. Những thành viên quan trọng khác trong ê-kíp sản xuất cũng được công bố, bao gồm giám đốc âm nhạc Khắc Hưng, đạo diễn dàn dựng Dương Mai Việt Anh và đạo diễn thời trang Nam Phùng. Lần lượt danh tính của 16 nghệ sĩ tham gia chương trình được tiết lộ trong tháng 8 năm 2024, thuộc hai thế hệ truyền lửa và tiếp nối. Bên cạnh đó, chương trình cũng có sự xuất hiện của các "thuyền trưởng", những người dẫn đầu một nhóm khán giả và là người ủng hộ cho các ca sĩ, với bảy nhân vật đầu tiên được công bố là Lâm Vỹ Dạ, Võ Tấn Phát, Puka, Otis, Lê Dương Bảo Lâm, Hữu Đằng và Mạc Văn Khoa.
Chương trình do Ban Văn nghệ, Đài Truyền hình Việt Nam phối hợp với công ty Đông Tây Promotion thực hiện.

### Nhà tài trợ
Ngân hàng Thương mại cổ phần Việt Nam Thịnh Vượng (VPBank) là một trong hai nhà tài trợ chính của chương trình Bài hát của chúng ta (cùng với nhà đồng tài trợ là Vinamilk). Đại diện VPBank cho biết hoạt động này tiếp nối cho chuỗi sự kiện văn hóa nghệ thuật mà VPBank đã đồng hành, tài trợ trong nhiều năm qua, đồng thời hiện thực khát vọng "Vì một Việt Nam Thịnh Vượng" mà tập đoàn đang kiên trì theo đuổi.

## Phát sóng
Bài hát của chúng ta lên sóng tập đầu tiên vào ngày 25 tháng 8 năm 2024. Mùa đầu tiên của chương trình được phát sóng trên kênh VTV3 vào lúc 21:15 chủ nhật hàng tuần. Các tập phát sóng của chương trình được công chiếu trên kênh YouTube của nhà sản xuất Đông Tây Promotion và ứng dụng VieON phiên bản toàn cầu vào lúc 21:45 cùng ngày.
Vào ngày 13 tháng 9 năm 2024, tập 4 của chương trình dự kiến lên sóng vào ngày 15 tháng 9 được thông báo tạm hoãn phát sóng nhằm thực hiện chủ trương của Đài Truyền hình Việt Nam trong bối cảnh cả nước đang khắc phục hậu quả của bão và lũ lụt tại miền Bắc.

## Tổng quan các mùa
| Mùa | Mùa | Số ca sĩ | Số tập | Số tập | Phát sóng gốc       | Phát sóng gốc       |
| Mùa | Mùa | Số ca sĩ | Số tập | Số tập | Phát sóng lần đầu   | Phát sóng lần cuối  |
| --- | --- | -------- | ------ | ------ | ------------------- | ------------------- |
|     | 1   | 16       | 14     | 14     | 25 tháng 8 năm 2024 | 1 tháng 12 năm 2024 |

## Đón nhận
Tập 1 của chương trình đã thu về hơn 1,1 triệu lượt xem trên YouTube (tính đến ngày 27 tháng 8) và đạt top 1 rating của kênh truyền hình VTV3 theo số liệu của Kantar Media. Một bài phân tích trên Người Lao Động cho biết, sự kết hợp bất ngờ giữa hai thế hệ nghệ sĩ, cùng tạo nên làn gió mới cho các ca khúc vang bóng một thời chính là yếu tố giúp Bài hát của chúng ta được ủng hộ ngay khi mới ra mắt.

## Tranh cãi

### Liên quan đến tác quyền
Ngay trong tập đầu tiên, sau tiết mục "Hương đêm bay xa" do LyLy và Orange trình diễn, nhạc sĩ Châu Đăng Khoa - tác giả của ca khúc - đã lên tiếng tố cáo hai nữ ca sĩ đã hát bài của anh mà không xin phép, mặc dù trước đây anh từng tuyên bố sẽ không cho phép họ biểu diễn bất cứ bài hát nào của mình. Trước vấn đề này, đại diện nhà sản xuất cho biết, tất cả các ca khúc có trong chương trình đều được mua bản quyền từ Cục Sở hữu trí tuệ Việt Nam, đồng thời chia sẻ thêm họ đang làm việc với Cục và sẽ sớm đưa ra thông báo cụ thể. Vào ngày 27 tháng 8, phía LyLy đưa ra phản hồi rằng ê-kíp chương trình đã tuân thủ quy trình sử dụng ca khúc thông qua Trung tâm bảo vệ quyền tác giả âm nhạc Việt Nam (VCPMC); việc cô lựa chọn ca khúc này để trình diễn là hoàn toàn chủ động, và sự xuất hiện của Orange cùng Ogenus ở cuối tiết mục là ý tưởng của đạo diễn sân khấu. Ngoài ra, LyLy cũng cho biết phía Châu Đăng Khoa chưa hề có thông báo chính thức và công khai về việc không cho phép cô sử dụng nhạc của họ, và cô cũng chưa từng hát ca khúc nào của anh mà chỉ hát nhạc tự sáng tác. "Những chuyện không hay xảy ra đã lâu, bản thân Ly cũng không còn để tâm nữa nên dẫn đến việc không khéo trong khâu chọn bài hát, phiền đến tác giả cũng như ban tổ chức của chương trình. Ly xin được rút kinh nghiệm", nữ ca sĩ thừa nhận.

## Giải thưởng và đề cử
| Năm  | Giải thưởng            | Hạng mục                   | Đề cử             | Kết quả |
| ---- | ---------------------- | -------------------------- | ----------------- | ------- |
| 2025 | Giải Âm nhạc Cống hiến | Chuỗi chương trình của năm | Our Song Việt Nam | Đề cử   |